# Quai de la Fosse
Le quai de la Fosse est un quai portuaire des bords de Loire à Nantes, dans le département français de la Loire-Atlantique.

## Situation et accès
Le quai s'étend sur la rive droite, essentiellement au niveau du centre-ville depuis la rue Jean-Jacques-Rousseau et la place de la Bourse, jusqu'à la rue Meuris et la place de Jacksonville dans le quartier Dervallières - Zola.
S'étendant sur plus de 1 100 mètres, les deux tiers occidentaux de sa longueur sont encore baignés par la Loire, tandis que sur ses derniers 400 mètres sur sa partie est, le fleuve a laissé la place dans les années 1930 au « terre-plein de la Petite-Hollande » (ou « terre-plein de l'île Gloriette »), né des travaux de comblement des bras « de la Bourse » et « de l'Hôpital ».
De même que l'île Feydeau, le quai de la Fosse a gardé comme témoignage de l'activité portuaire florissante du XVIIIe siècle de nombreux hôtels particuliers d'armateurs construits en tuffeau, dont certains penchent sensiblement en raison des terrains marécageux sur lesquels ils ont été construits. Les mascarons affichent des thèmes tantôt marins, tantôt bachiques.
Mais le quai de la Fosse doit surtout sa réputation aux nombreux « bars à marins » et maisons closes qu'il concentrait. S'il garde sa réputation de « quartier chaud » (quelques-uns de ces « bars de nuit » ont subsisté dans les premières décennies du XXIe siècle), sa rénovation récente tend à le rendre plus respectable.

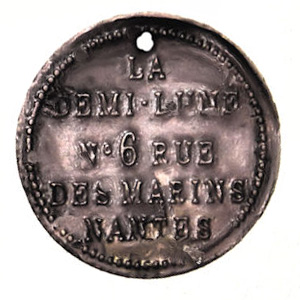
Jeton Maison close - Demi-lune, rue des Marins à Nantes
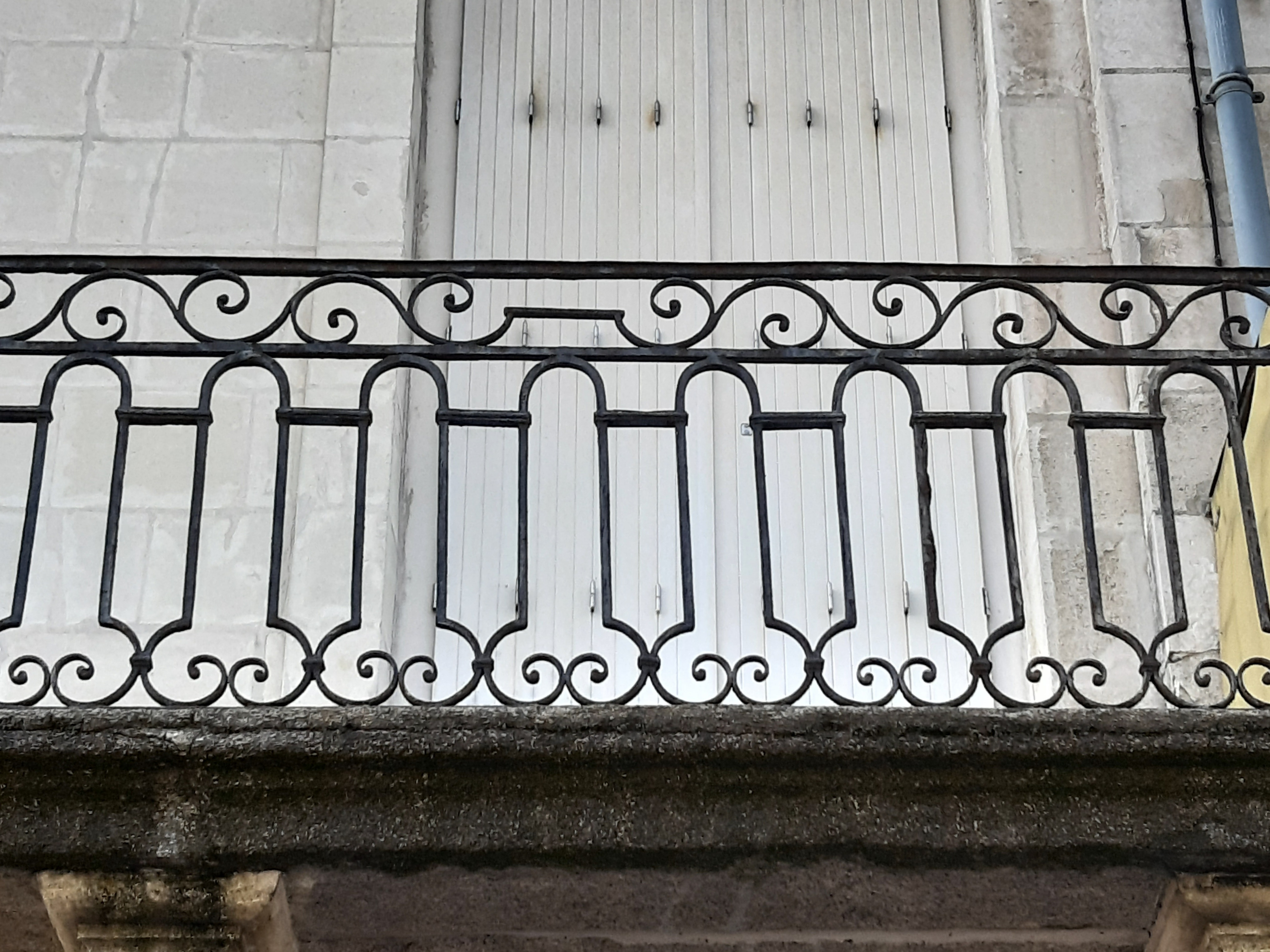
Balcon forgé à forme phallique au 68 quai de la Fosse

## Origine du nom
La « Fosse » est le nom donné à un chenal naturel de faible profondeur creusé par la Loire, qui court le long du quai et allait naguère jusqu'au pied du palais de la Bourse situé place du Commerce.
Le quai de la Fosse porta par le passé les noms de « quai d’Ansain », « quai du Sanitat », « quai de la Chézine », « quai d’Estrées » ou « quai Chourand ».
Mais sa réputation le fait souvent appeler ironiquement « quai de la fesse » par les Nantais, en raison du nombre important de maisons closes et autres prostituées qui se trouvaient à ses abord (rue d'Ancin, rue des Marins et rue des Trois-Matelots), à l'époque où le port de Nantes connaissait une activité très active à cet endroit. Les « bars à hôtesses » qui ont succédé aux maisons closes après la Seconde Guerre mondiale ont très fortement décru en nombre à la fin du XXe siècle. Un seul des établissements historiques subsisterait aujourd'hui.

## Historique

### XVeetXVIesiècles
En 1442, le duc Jean V de Bretagne accorde une exemption d'impôt à Pierre de Cornilz, qui possède un logement à Couëron et un autre à « la Fosse de Nantes ». Ce document attestant l'ancienneté de la dénomination du quai renseigne également sur sa dépendance juridique et fiscale : il est du ressort de l'évêque de Nantes. Ces prérogatives sont en vigueur jusqu'en 1789.
Le premier quai construit à la Fosse est édifié en 1516, sur des terres appartenant à l'évêque de Nantes, dans une zone alors occupée par des cabanes de pêcheurs.
Lors de son voyage à Nantes le 12 octobre 1565, le roi Charles IX est reçu par le plus riche marchand de la ville, André Rhuys de Embito, dans son hôtel particulier du no 4 du quai de la Fosse dite « maison des Tourelles » (au niveau de la rue Maréchal-de-Lattre-de-Tassigny). Le roi assiste sur le quai au défilé des « compagnons de milice ».
C'est également à cette adresse que, selon la tradition populaire, le roi Henri IV signa, en avril 1598, l'Édit de Nantes reconnaissant la liberté de culte aux protestants,.
Or le quartier de la Fosse était à cette époque hors des fortifications ; il semble que malgré cela, les plus riches négociants et les notables y résidaient.

### XVIIeetXVIIIesiècles
Aux XVIIe et XVIIIe siècles, le développement du commerce transatlantique, alimenté en particulier par le commerce triangulaire, accroît considérablement le trafic portuaire.
Pour faire face à cette augmentation, en 1622, un nouveau quai long de 127 toises, fait en pierre de taille, est réalisé. Ce quai est prolongé de 200 toises en 1624. Au total, la Fosse présente un quai de pierre de plus de 600 mètres de long.
Le quai est réparé au début du XVIIIe siècle, et à cette occasion les maisons qui le bordent sont alignées, en 1710 et en 1724. Lorsque cette année-là le maire Gérard Mellier fait procéder à l'alignement des façades, le quartier abrite un quart de la population nantaise.
C'est à cette époque que les Montaudouin, famille d'armateurs nantais, font construire au no 56 du quai de la Fosse un hôtel particulier, au cœur du quartier du négoce d'alors. En 1725, cette famille est la première fortune de la ville, après avoir armé, de 1716 à 1722, la moitié des expéditions négrières nantaises. Ils investissent une partie de leurs bénéfices dans l'achat de titres de propriétés et de charges anoblissantes.
Ce cas illustre l'essor économique de la ville reposant sur le négoce et l'activité maritime, que l'article consacré à Nantes rédigé en 1765 par Louis de Jaucourt pour l'Encyclopédie évoque en ces termes :

« L'université de Nantes fut fondée en 1460. Mais c'est l'université du commerce qui brille dans cette ville. Ils arment tous les ans plusieurs navires pour la traite des nègres dans les colonies françaises. Ce débit de toutes sortes de marchandises est plus aisé et plus vif à Nantes que dans toutes les villes du royaume. »

Le quai est agrandi au milieu du XVIIIe siècle par les armateurs, désireux de trouver un vaste emplacement répondant à l’accroissement de leurs besoins, alors que l'ancien « port au Vin » (actuelle place du Commerce) arrive à saturation. Les chantiers de construction navale sont déplacés : ils quittent La Fosse pour rejoindre le quartier à l'embouchure de la Chézine. En 1755, le duc d'Aiguillon fait procéder à l'allongement du quai de la Fosse jusqu'au quai d'Estrée, au niveau du Sanitat.
Les trafics de coton, de bois exotiques et de tabac se concentrent au quai de la Fosse. Ces marchandises sont rapportées de la Martinique, de la Guadeloupe, de Saint-Domingue et des Amériques par les navires négriers nantais. D'autres produits d'importation deviennent à la mode au sein de la noblesse et de la grande bourgeoisie : le cacao, le café, et surtout à Nantes le sucre, produits de luxe qui font leur apparition sur la table des catégories sociales les plus aisées. Rapidement, la bourgeoisie dans son ensemble adopte ces nouvelles pratiques culinaires. En 1785, Nantes arme jusqu'à 200 navires et devient le plus grand port d'Europe.
Depuis ce site, durant l'hiver 1793-94, des milliers de civils sont entassés sur des embarcations avant d'être noyés dans le fleuve, appelé torrent révolutionnaire ou baignoire nationale. On dénombre parmi les victimes des hommes, femmes, 300 enfants, vieillards, religieux, paysans, artisans, commerçants. Cette décision est appliquée à partir du 16 novembre 1793 par Jean-Baptiste Carrier, proconsul de la République, représentant en mission de la Convention nationale. Ces noyades de Nantes ont pour but de désengorger le plus rapidement possible les prisons de Nantes à faible coût. Sur les 7 à 8 000 personnes concernées, seul un prêtre a survécu. La Terreur à Nantes fait plus de 20 000 morts.

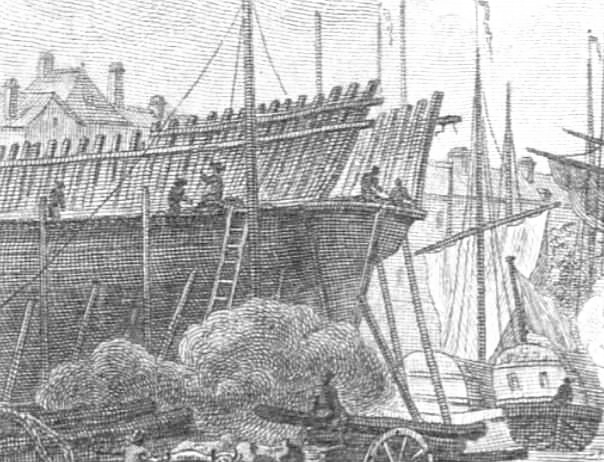
Chantier naval au quai de la Fosse en 1776.
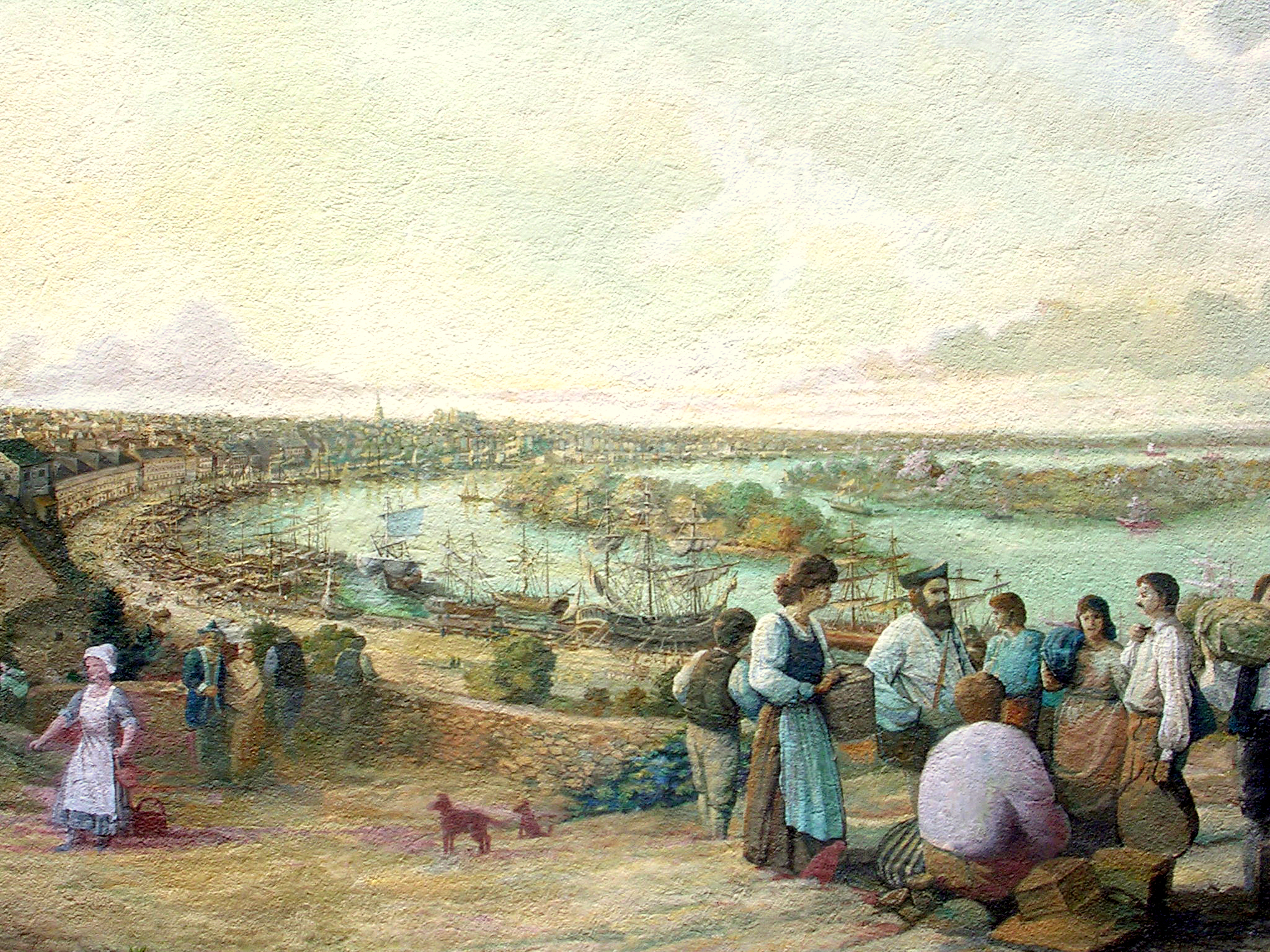
Représentation du quai de la Fosse, tel qu'il devait être en 1785.
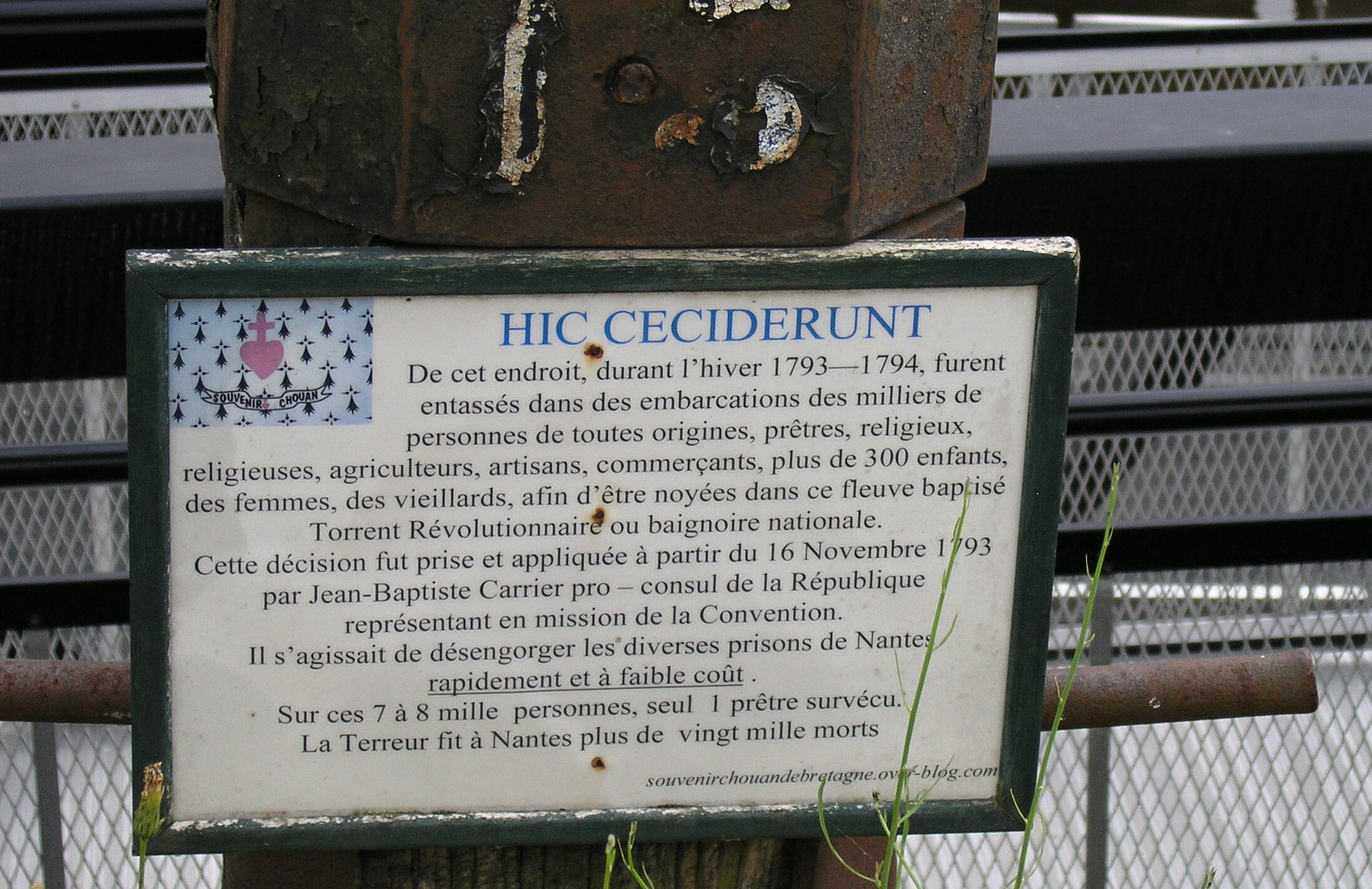
Plaque commémorative des noyades de Nantes, au niveau du ponton Belem à l'aval du pont Anne-de-Bretagne.

### XIXesiècle
La prolongation de la ligne de chemin de fer vers Saint-Nazaire depuis la « gare d'Orléans » en 1853 et qui venait du centre-ville, avant de poursuivre vers la gare de Chantenay, change la physionomie des lieux pendant presque un siècle. Deux gares sont construites aux deux extrémités du quai : la gare de la Bourse à l'est (située un peu à l'est de l'emplacement de l'actuelle station de tramway  Médiathèque) et la gare maritime à l'ouest, servant plus particulièrement à l'acheminement des marchandises et cargaisons du port (elle était située non loin de l'actuelle station de tramway homonyme).
L'ancienne capitainerie, aujourd'hui dénommée Maison de la Mer, ainsi que les quelques vestiges des anciennes salorges (magasins à sel) situées à son extrémité ouest sont des témoignages de ce passé.
L'écrivain Jules Verne, né à Nantes en 1828, évoque ainsi en 1891 la Loire de son passé, dans son œuvre intitulée Souvenirs d'enfance :
« Je revois la Loire, dont une lieue de ponts relie les bras multiples, ses quais encombrés de cargaisons, sous l'ombrage des grands ormes, et que la double voie de chemin de fer, les lignes de tramway ne sillonnaient pas encore. Des navires sont à quai sur deux ou trois rangs, d'autres remontent ou descendent le fleuve. Pas de bateaux à vapeur à cette époque, ou très peu (...). En ce temps-là, nous n'avions que de lourds bâtiments à voile de la marine marchande. Mais que de souvenirs ils me rappellent ».
En 1899, Maurice Schwob lance, dans le Phare de la Loire, une campagne de promotion d'un projet du directeur de la Compagnie du chemin de fer de Paris à Orléans, M. Heurteaux, qui prévoit de surélever la ligne qui traverse la ville au moyen d'un viaduc ferroviaire entre la gare d'Orléans et le quai d'Aiguillon, à la manière des tronçons aériens du métro de Paris. La voie une fois surélevée se serait située au niveau du 1er étage des immeubles du quai. Cette proposition, à laquelle le maire, Paul-Émile Sarradin, est favorable, est débattue lors du conseil municipal. Mais le projet ne voit pas le jour, bien qu'il soit de nouveau proposé deux fois, sans plus de succès, en 1904, avec des modifications apportées par l'ingénieur en chef de la Compagnie d'Orléans, M. Liébaux, puis en 1926, après un réajustement effectué par l'ingénieur des Ponts et chaussées responsable des travaux du port, M. Marcheix.

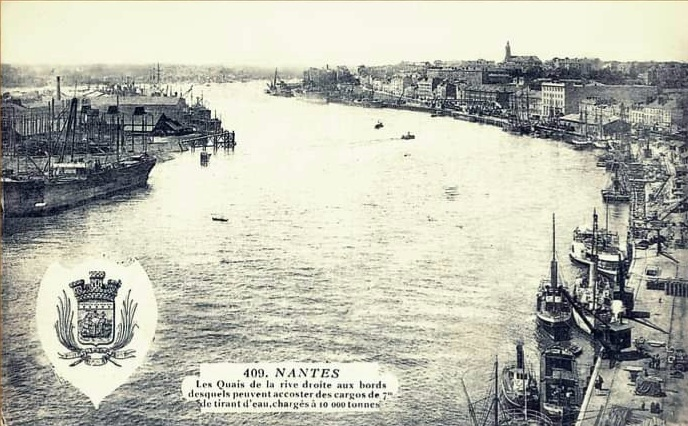
Alignement du quai Fosse, du Quai Ernest-Renaud et du quai Marquis-d'Aiguillon à droite et les chantiers navals à gauche dans le port de Nantes.
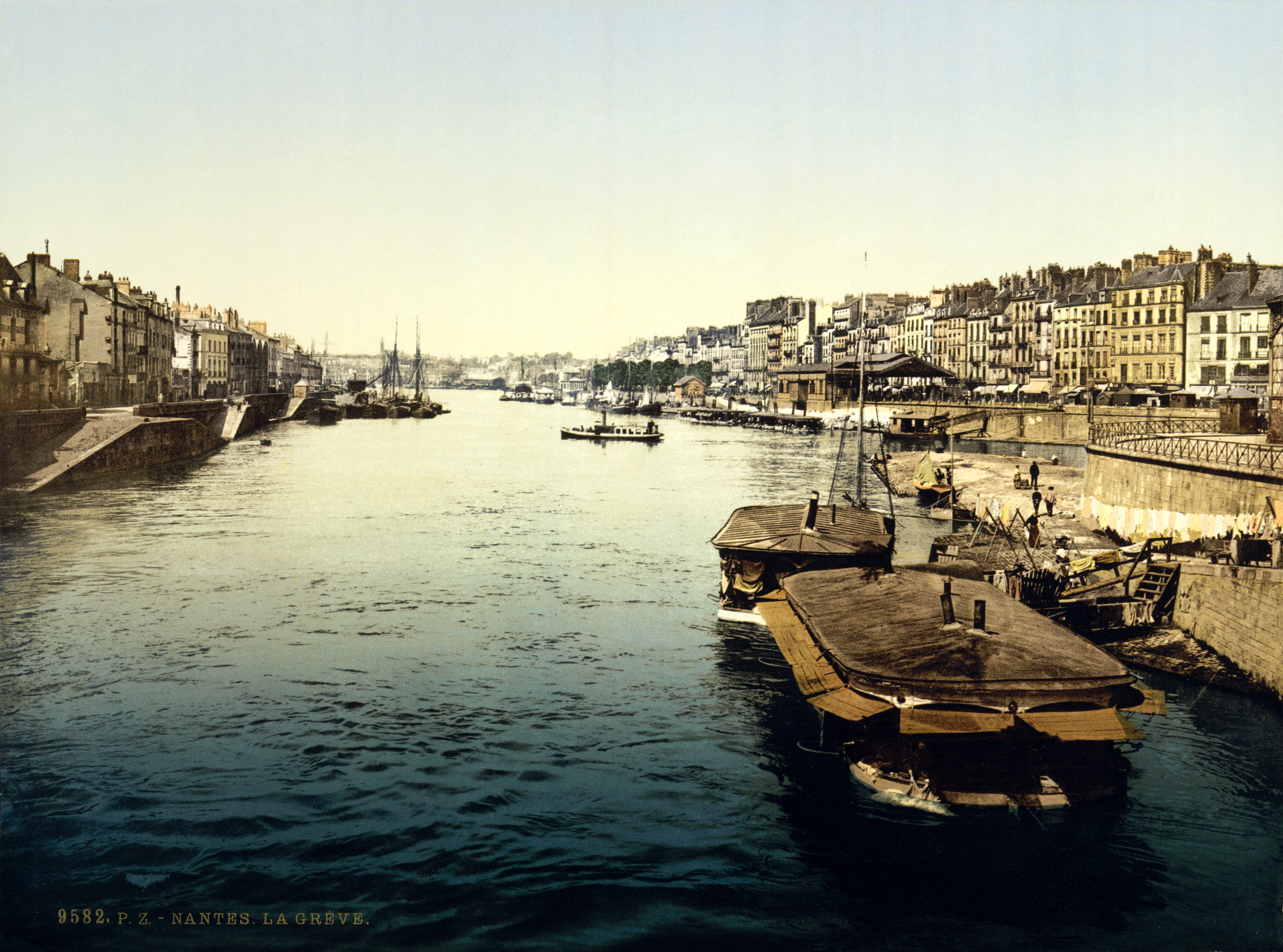
Le quai de la Fosse en 1897.
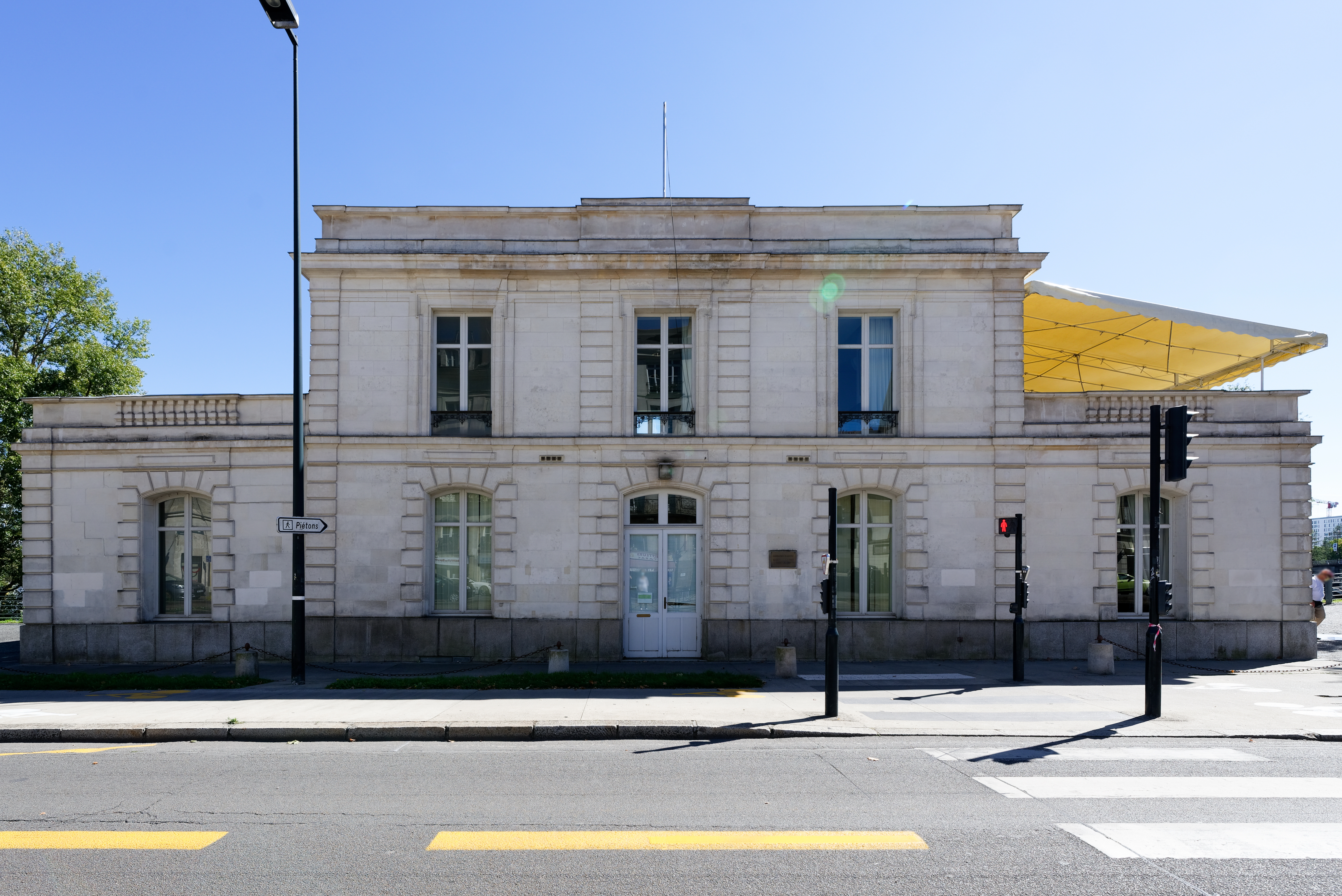
Maison de la mer Daniel-Gilard, ancienne capitainerie du port.

### XXesiècle
L'activité du quai perdure jusqu'au début du XXe siècle mais décline peu à peu pour se déplacer vers l'aval, vers le quai Wilson et les terminaux de Cheviré et de Roche-Maurice, toujours à Nantes.

#### Doublement de la voie ferrée
Lors de la Première Guerre mondiale, les Anglais et les Américains installent à Saint-Nazaire et Nantes des bases militaires. L'armée des États-Unis entreprend la création de la gare de triage du Grand-Blottereau, et les alliés demandent que la voie unique qui longe les quais de Nantes, dont celui de la Fosse, soit doublée pour faciliter le trafic. Pour le quai de la Fosse, il s'agit même d'une troisième voie, puisque, partant de la gare de la Bourse vers l'ouest, une voie spécifique dessert le port. Les travaux sont réalisés en 1918, avec pour résultat une meilleure circulation ferroviaire, mais un encombrement accru pour les voitures attelées et pour les automobiles, ces dernières allant connaître un essor dans la période suivante. La municipalité essaye d'ailleurs en 1919 de faire supprimer la voie supplémentaire, mais l'accroissement du nombre de trains empêche tout retour en arrière.
L'encombrement du quai, réduit en largeur par l'emprise ferroviaire, et accentué par la présence des deux voies de tramway et de nombreux passages à niveau, est une des raisons qui ont conduit les autorités à décider le comblement des bras de Loire pendant la période de l'entre-deux-guerres. La disparition du « bras de la Bourse » et du « bras de l'Hôpital » ampute la partie orientale du quai jusqu'au niveau de la capitainerie, donnant naissance à l'actuel « terre-plein de l'île Gloriette » (qui accueille depuis, le marché qui se tenait autrefois place de la Petite-Hollande).

#### De la Seconde Guerre mondiale à la fin duXXesiècle
Durant la Seconde Guerre mondiale, le quai est touché lors des bombardements de la ville, notamment celui du 23 septembre 1943, au cours duquel la « maison des Tourelles » d'André Rhuys, où Henri IV aurait signé l'édit de Nantes, est détruite.
Le quai est libéré de la voie ferrée qui l'empruntait après la construction du tunnel ferroviaire de Chantenay, achevé en 1955, qui traverse la voie au niveau de la rue Neuve-des-Capucins. Cette partie de l'ouvrage est une galerie couverte. Une bouche d'évacuation est ouverte à proximité.
En 1960, le quai sert de décor extérieur lors du tournage du film Lola (1961) de Jacques Demy.
La médiathèque Jacques-Demy, la plus importante et la plus ancienne de la ville, est inaugurée le 1er octobre 1985, après trois ans de travaux,. Les derniers entrepôts du quai de la Fosse, les hangars 7 et 8, qui avaient été construits en 1910, sont détruits en 1997. Leur destruction accompagne le déplacement des activités portuaires vers l'aval, sur les sites de Cheviré et Roche-Maurice.

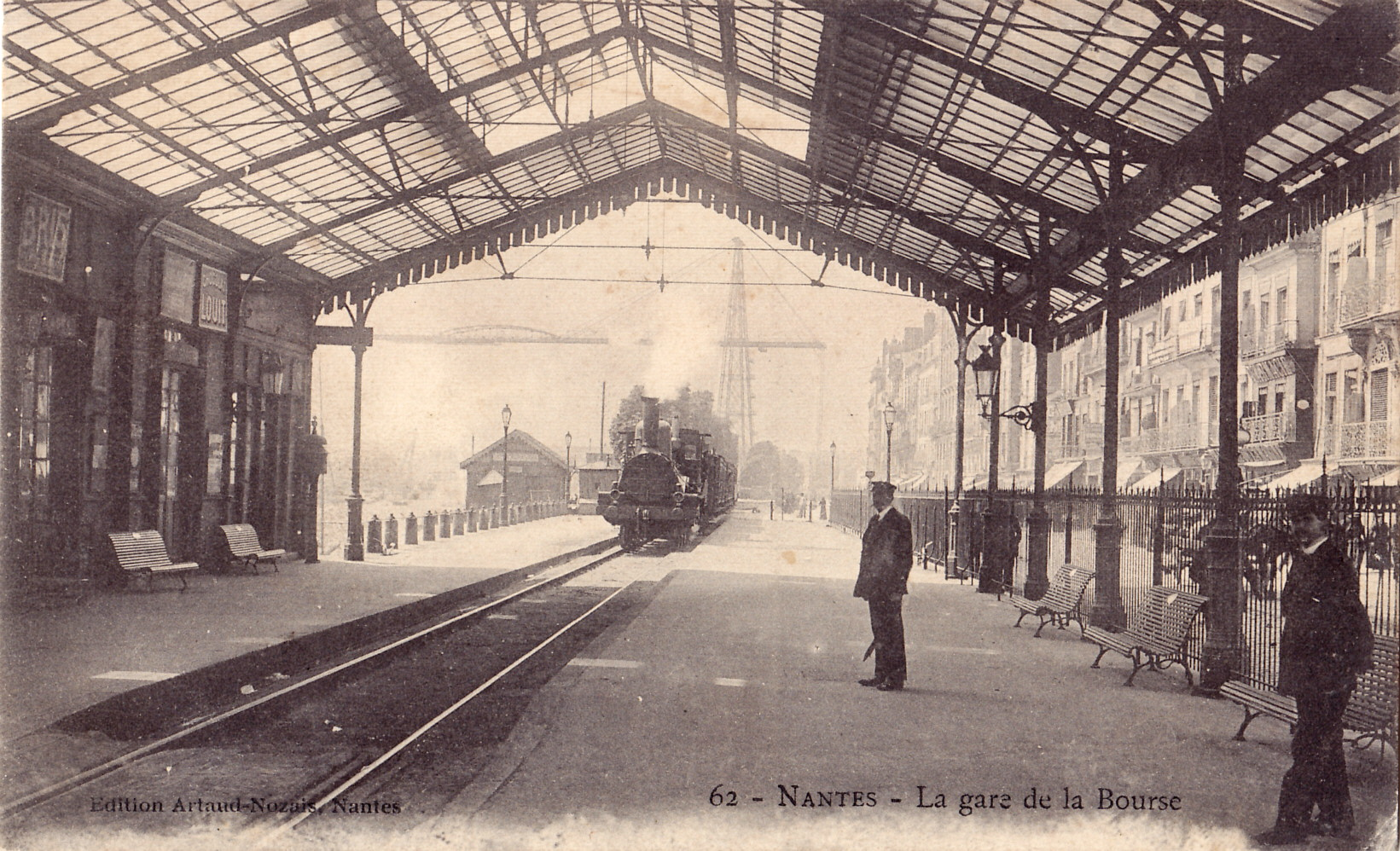
La gare de la Bourse, sur la ligne de Tours à Saint-Nazaire, vers 1905.
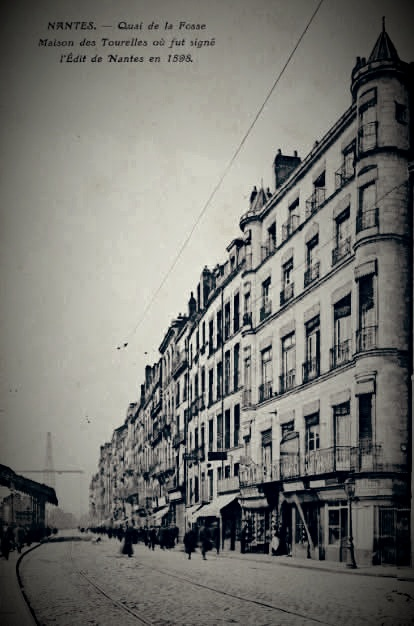
Quai de la Fosse, Maison des Tourelles au premier plan et pont transbordeur en arrière-plan.
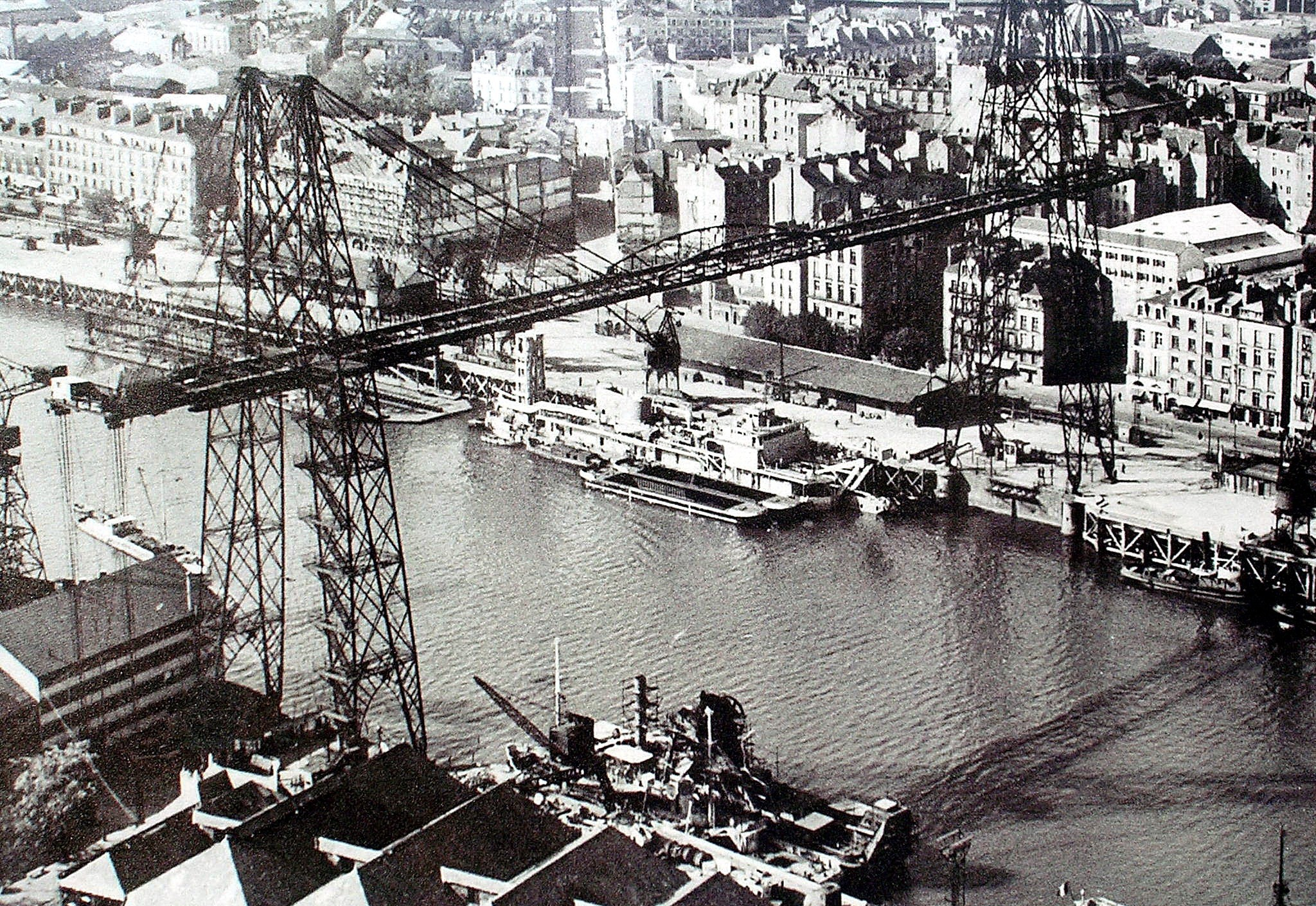
Vue aérienne du quai de la Fosse avant 1958. On voit l'ancien pont transbordeur de Nantes et l'église Notre-Dame-de-Bon-Port.
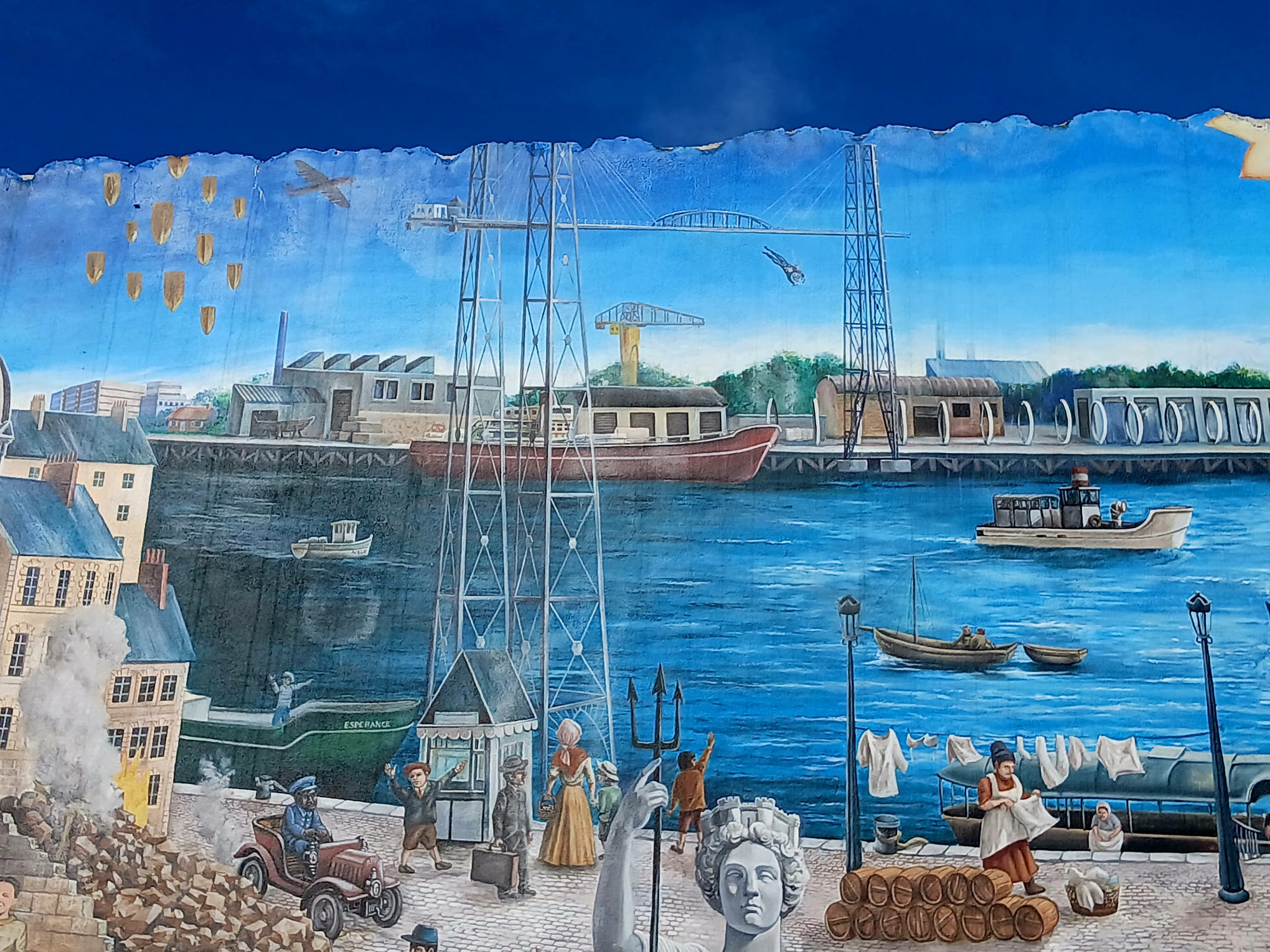
Le quai de la Fosse représenté sur Le Mur tombé du ciel.

### XXIesiècle
Le Mémorial de l'abolition de l'esclavage, bâti sur le quai de la Fosse, a ouvert ses portes au public le 25 mars 2012. Ce monument est l'un des plus importants au monde consacré à la traite négrière, à l’esclavage et à son abolition. Il est composé d'une promenade extérieure longeant la Loire depuis le pont Anne-de-Bretagne jusqu'au bâtiment de l'ancienne capitainerie, et d'un passage souterrain, évoquant l'atmosphère des navires négriers.
Le mémorial indique que plus de 1 800 expéditions négrières sont parties du port de Nantes entre les XVe et XIXe siècles, entraînant la déportation de 550 000 captifs africains vers les colonies d'Amérique. Ces chiffres sont à rapprocher des 4 220 expéditions négrières recensées au départ des ports de France durant la même période, entraînant la déportation de plus de 1 380 000 captifs africains, et des 27 233 expéditions recensées au départ des ports européens, entraînant la déportation de plus de 12,5 millions d'hommes, de femmes et d'enfants pour les réduire en esclavage en Amérique et aux Antilles.
En 2016, la municipalité engage un processus de concertation pour le réaménagement du quai. En 2018, le cabinet d'architectes et de paysagistes TER, retenu pour mener à bien ce projet, propose de transformer celui-ci en promenade paysagère constitué d'un chapelet de jardins maritimes ponctués de petits kiosques ou pavillons proposant des activités artistiques et culturelles en lien avec le fleuve.

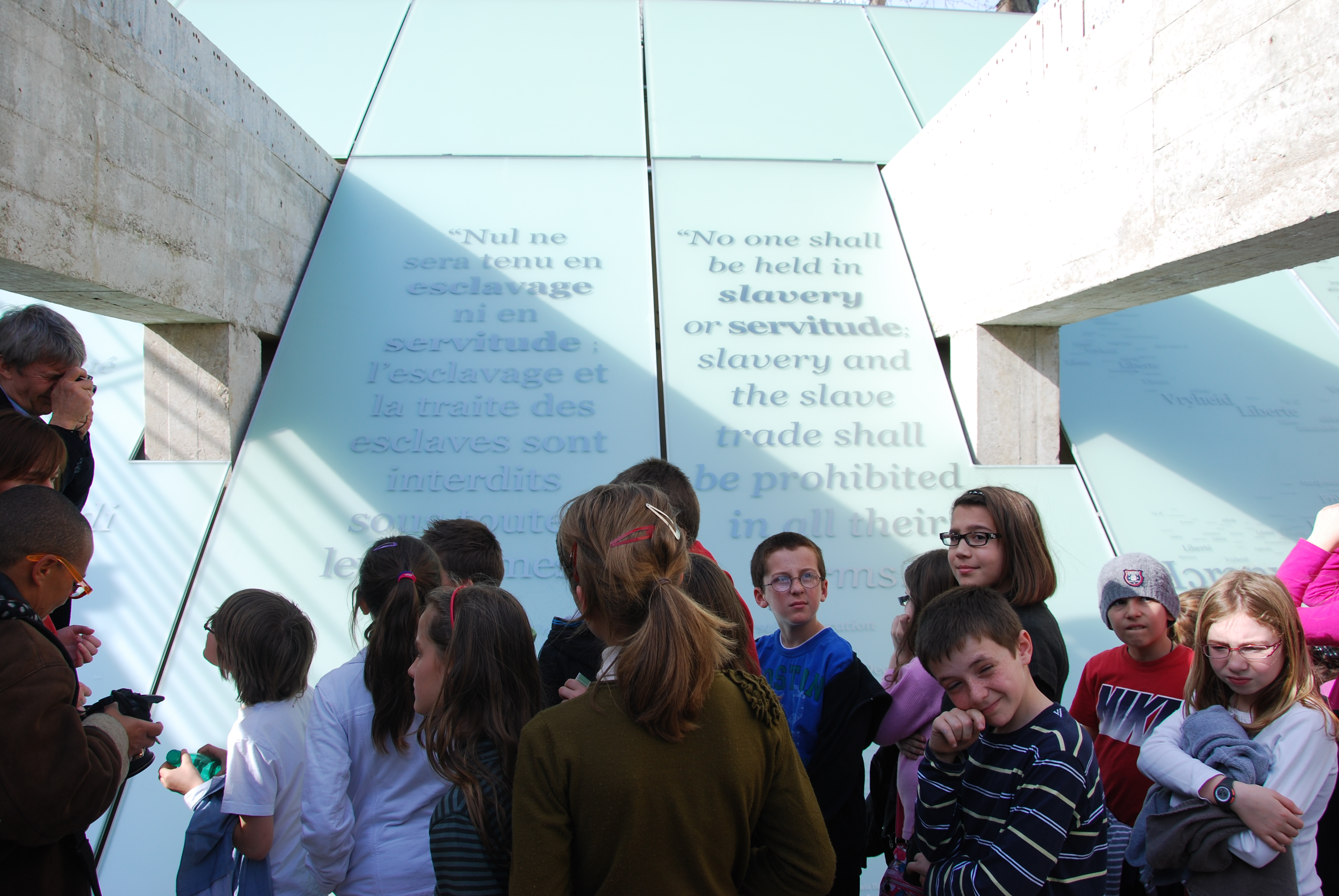
Mémorial de l'abolition de l'esclavage.
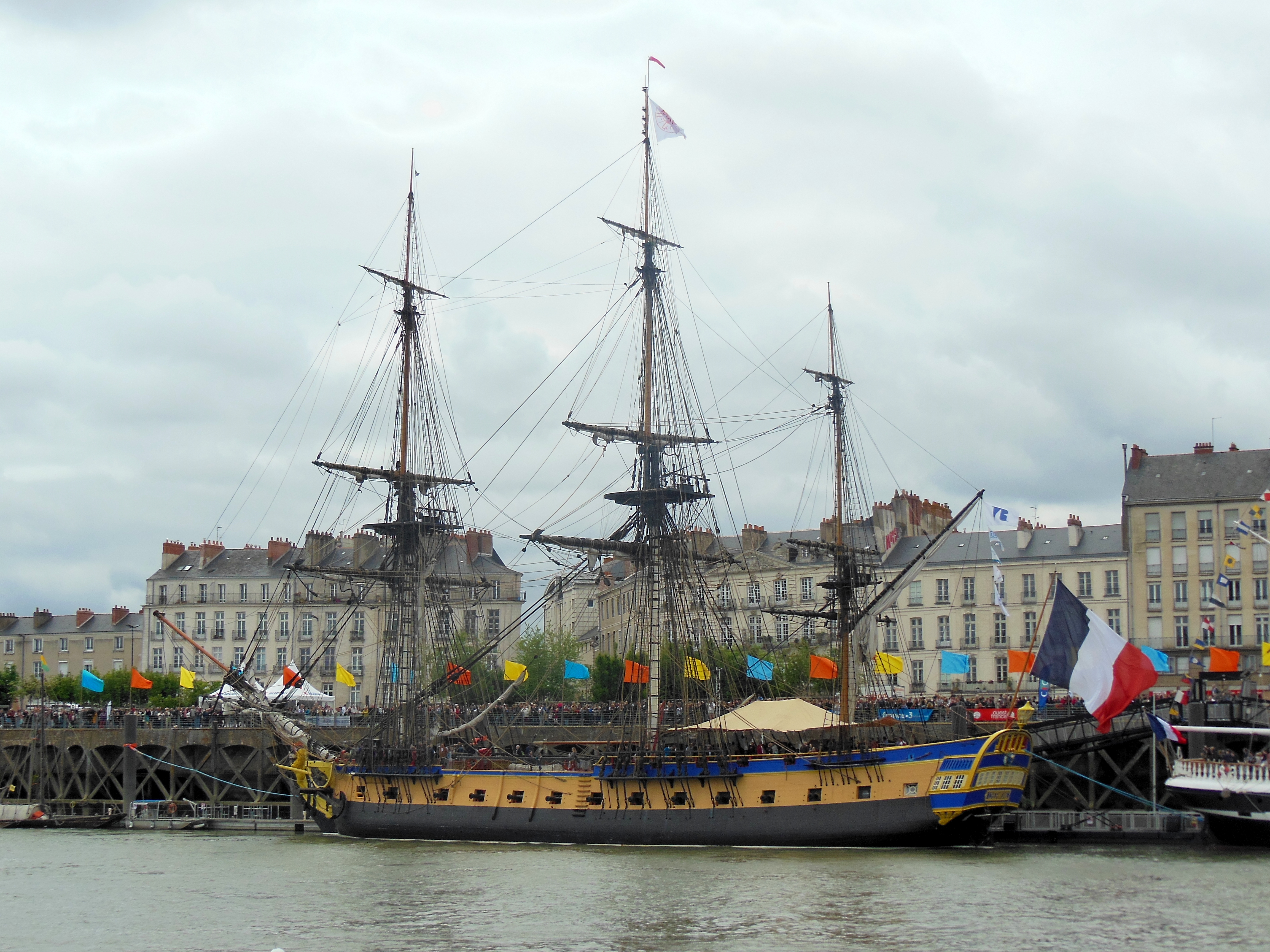
L'Hermione, première escale à Nantes en mai 2019.
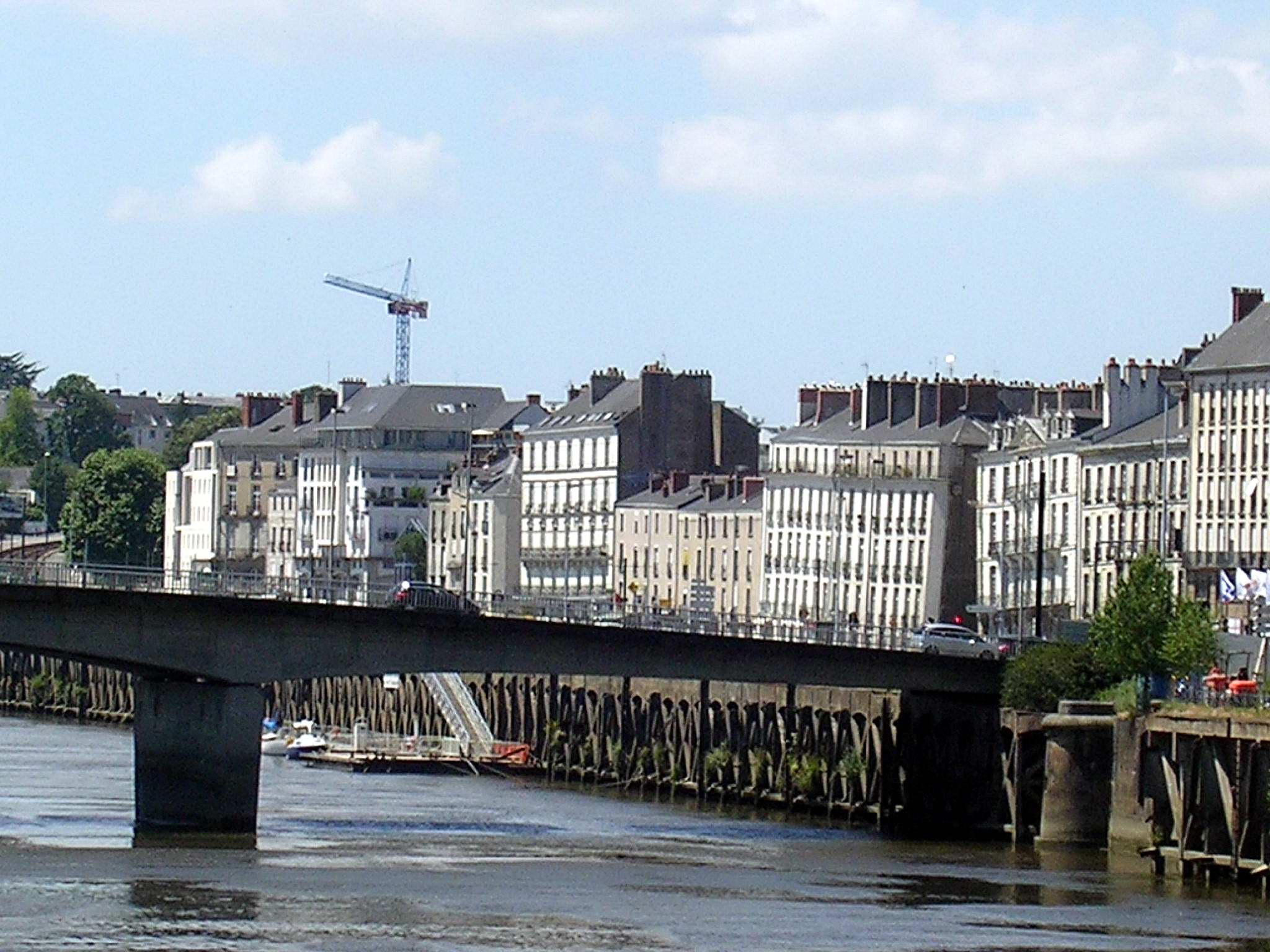
De nos jours, immeubles du quai de la Fosse inclinés par les mouvements de terrain, pont Anne-de-Bretagne.
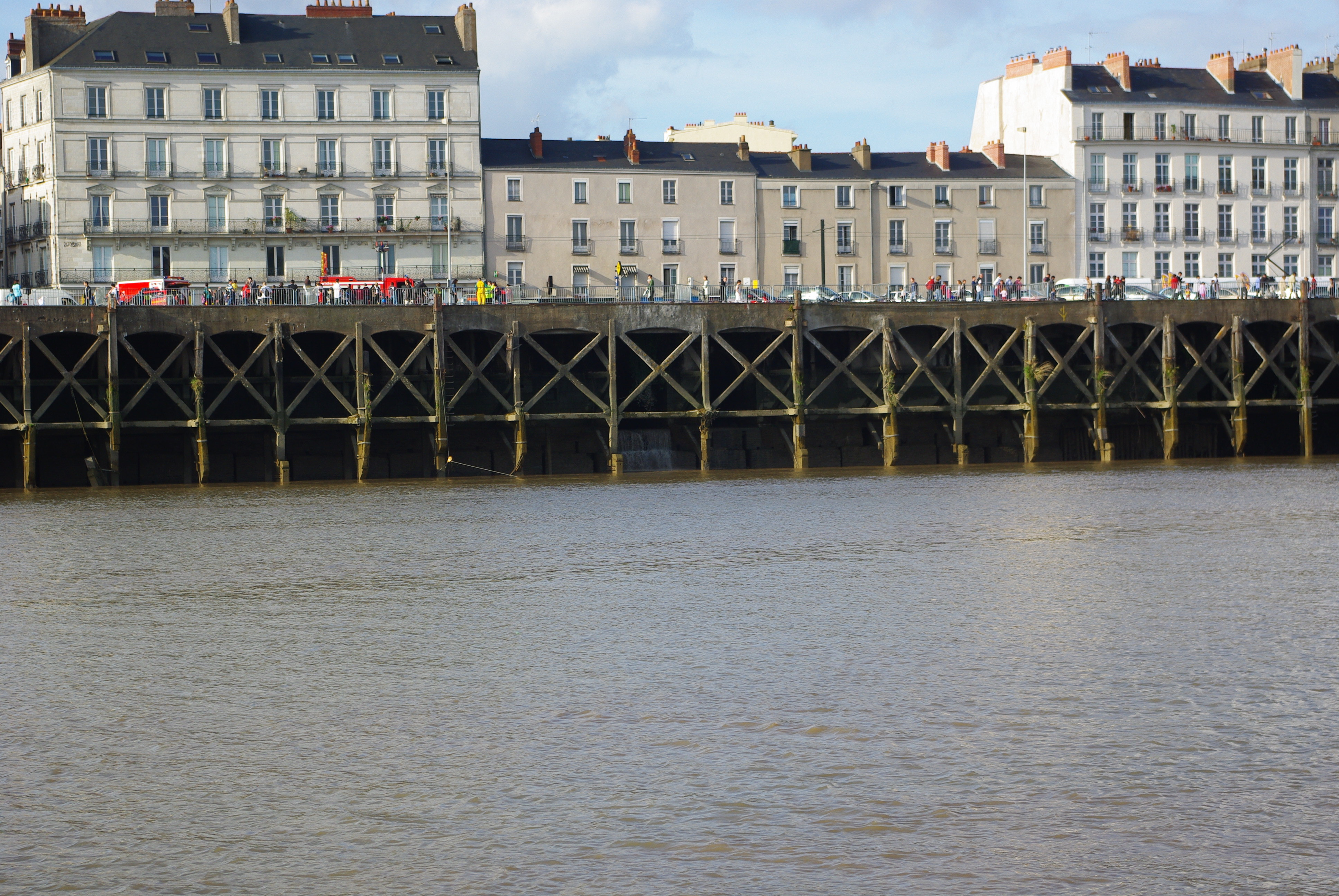
La Chézine se jette dans la Loire sous le quai de la Fosse à hauteur de la rue Mathurin-Brissonneau.

## Bâtiments remarquables et lieux de mémoire

### Bâtiments existants
Trois immeubles situés sur le quai de la Fosse sont classés ou inscrits aux monuments historiques

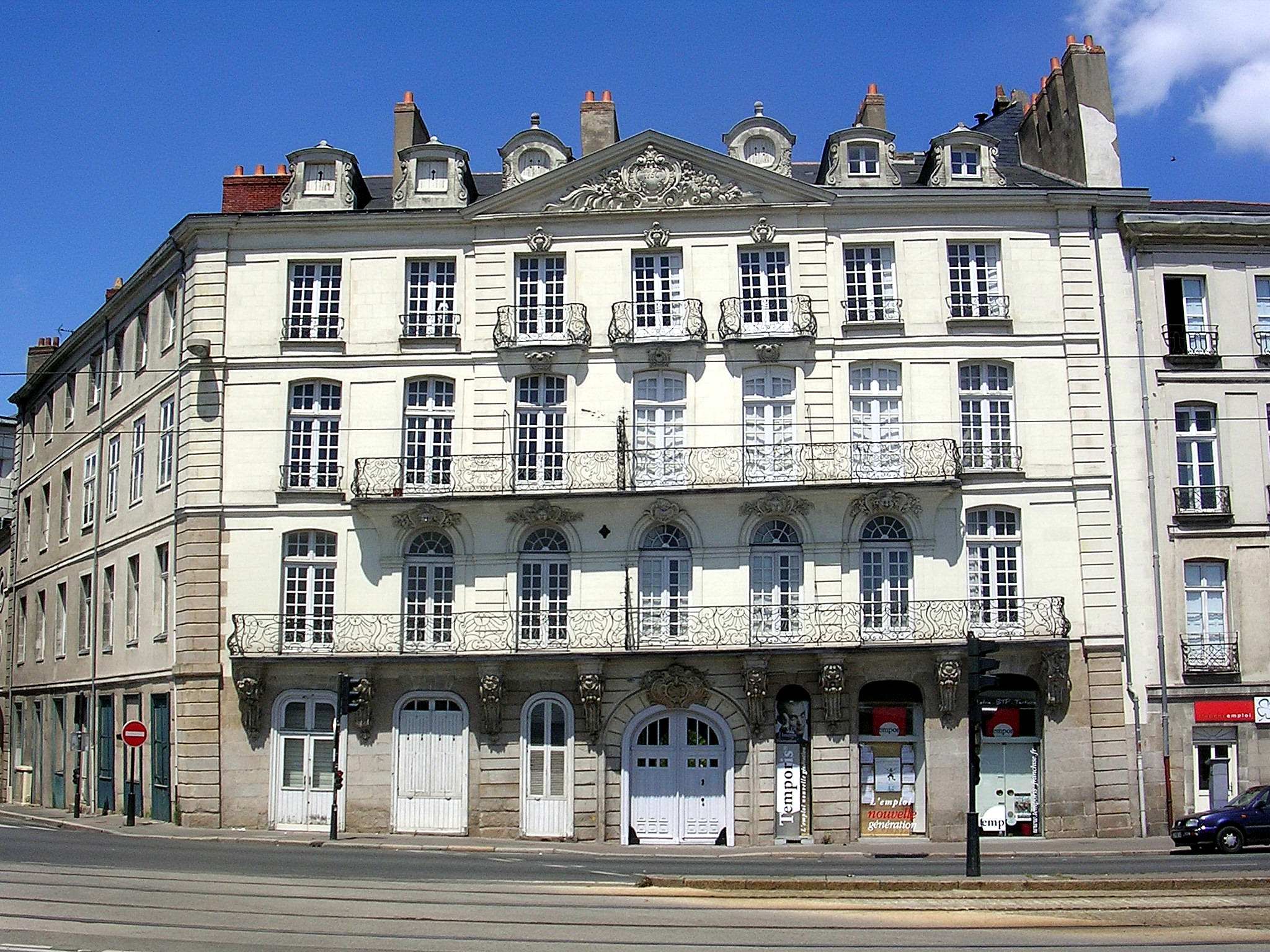
Hôtel Durbé, situé au 86 quai de la Fosse : façade inscrite le 7 janvier 1926
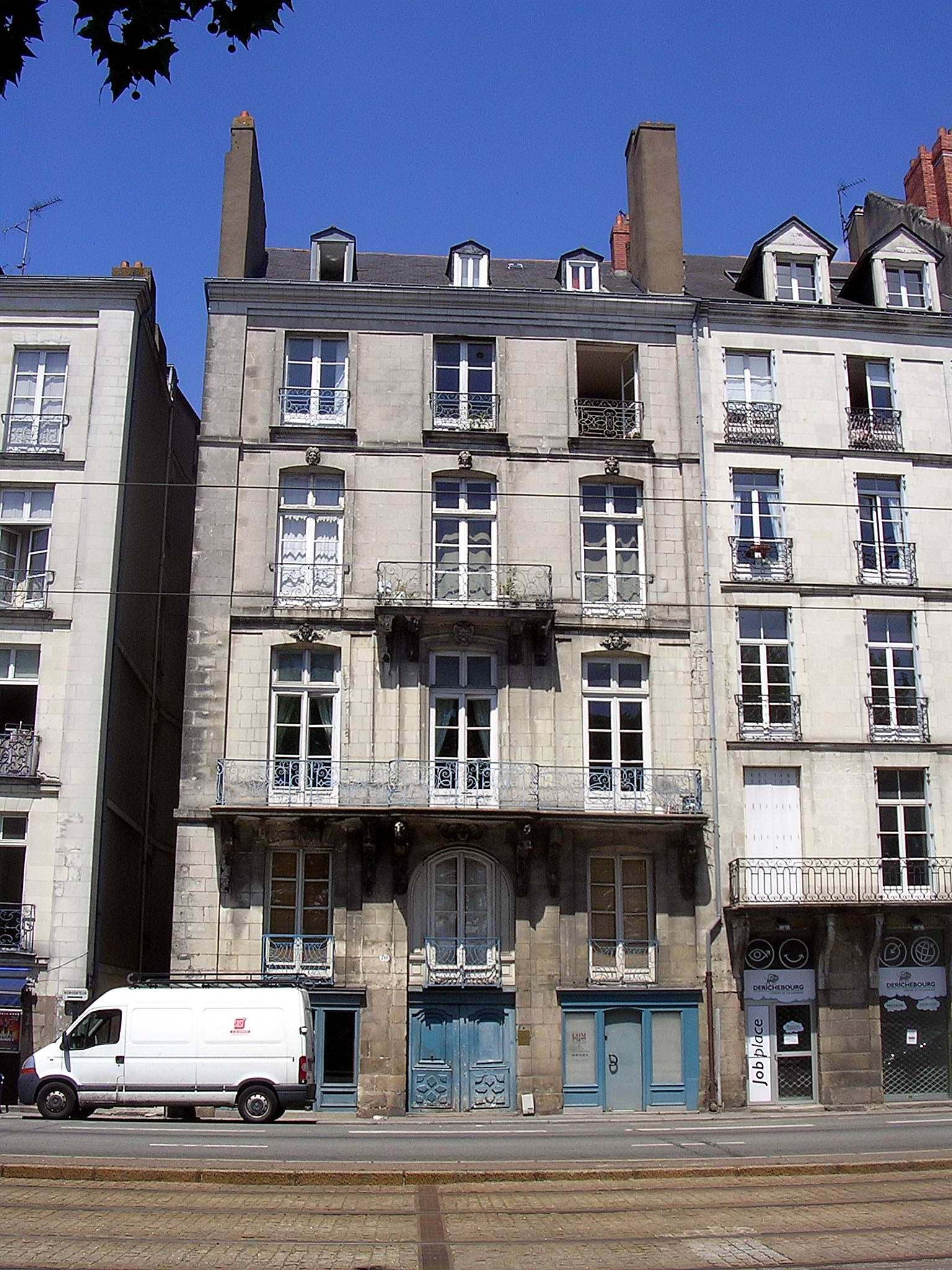
Hôtel O'Riordan, situé au 70 quai de la Fosse, classée le 29 août 1938
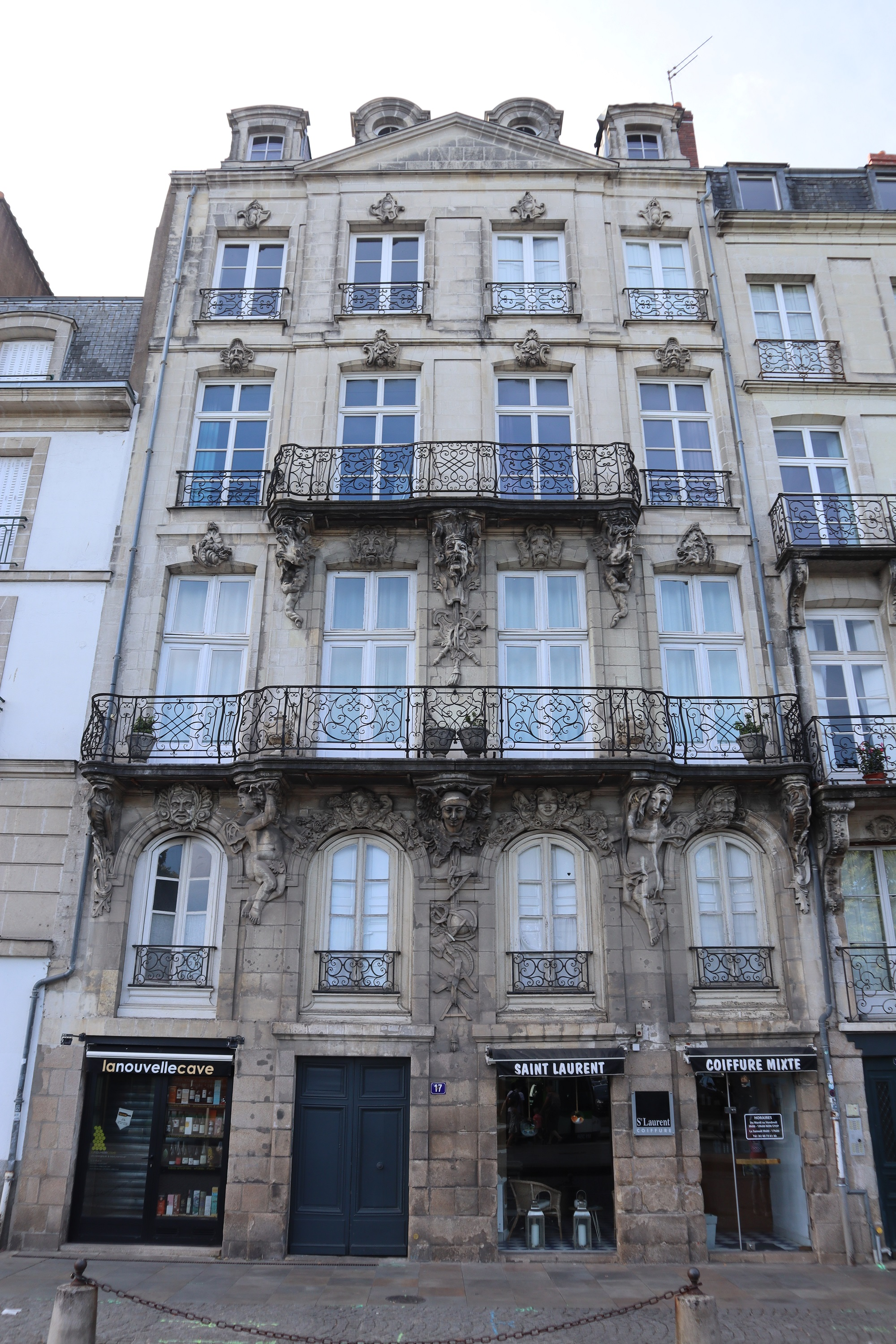
Maison Trochon, située au 17 quai de la Fosse, façade et toiture inscrites le 7 janvier 1926

Au no 24 se trouve la médiathèque Jacques-Demy, construite en 1985.
Au no 55, à proximité du mémorial de l'abolition de l'esclavage, se trouve le seul bâtiment restant édifié sur le côté sud du quai qui abrita jusqu'en 1980 la capitainerie du port. Construite en 1884 par l'entreprise Decan, cette construction fut agrandie en 1945 deux ailes de chaque côté du bâtiment. Après le départ des services portuaires vers le quai Ernest-Renaud, l'édifice appartenant à l'État fut confié à la ville qui y installa la « Fédération maritime » regroupant 16 associations à caractère maritime de Nantes et sa région (comme le Propeller Club de Nantes et la SNSM, par exemple). Depuis, l'ancienne capitainerie a été rebaptisée « Maison de la Mer-Daniel-Gilard »,.

### Bâtiments disparus
Au no 5, se trouvait la maison des Tourelles, construite au XVIe siècle pour la famille Ruiz. Elle a accueilli plusieurs rois. L'immeuble a été détruit après avoir subi des dommages lors des bombardements de 1943.
Au no 32, Pierre Henri Charpentier a installé son atelier de lithographe en 1828, au niveau de l'espace occupé depuis par la médiathèque.
L'« hôtel des Douanes », datant des environs de 1770 et attribué à Ceineray, était situé au no 37.
Le portail de l'hôpital du Sanitat de Nantes a été détruit en 1943.

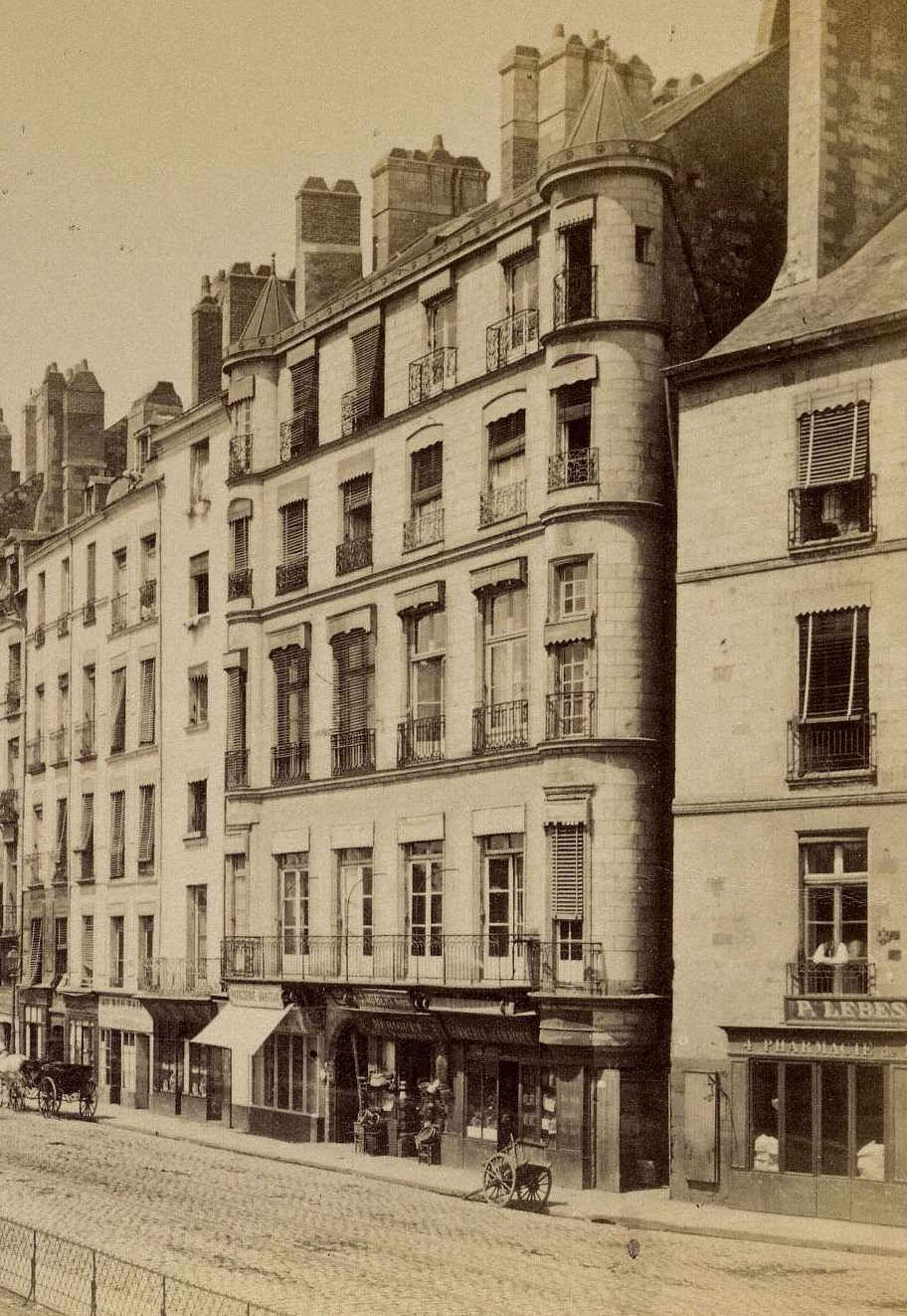
Maison des Tourelles.
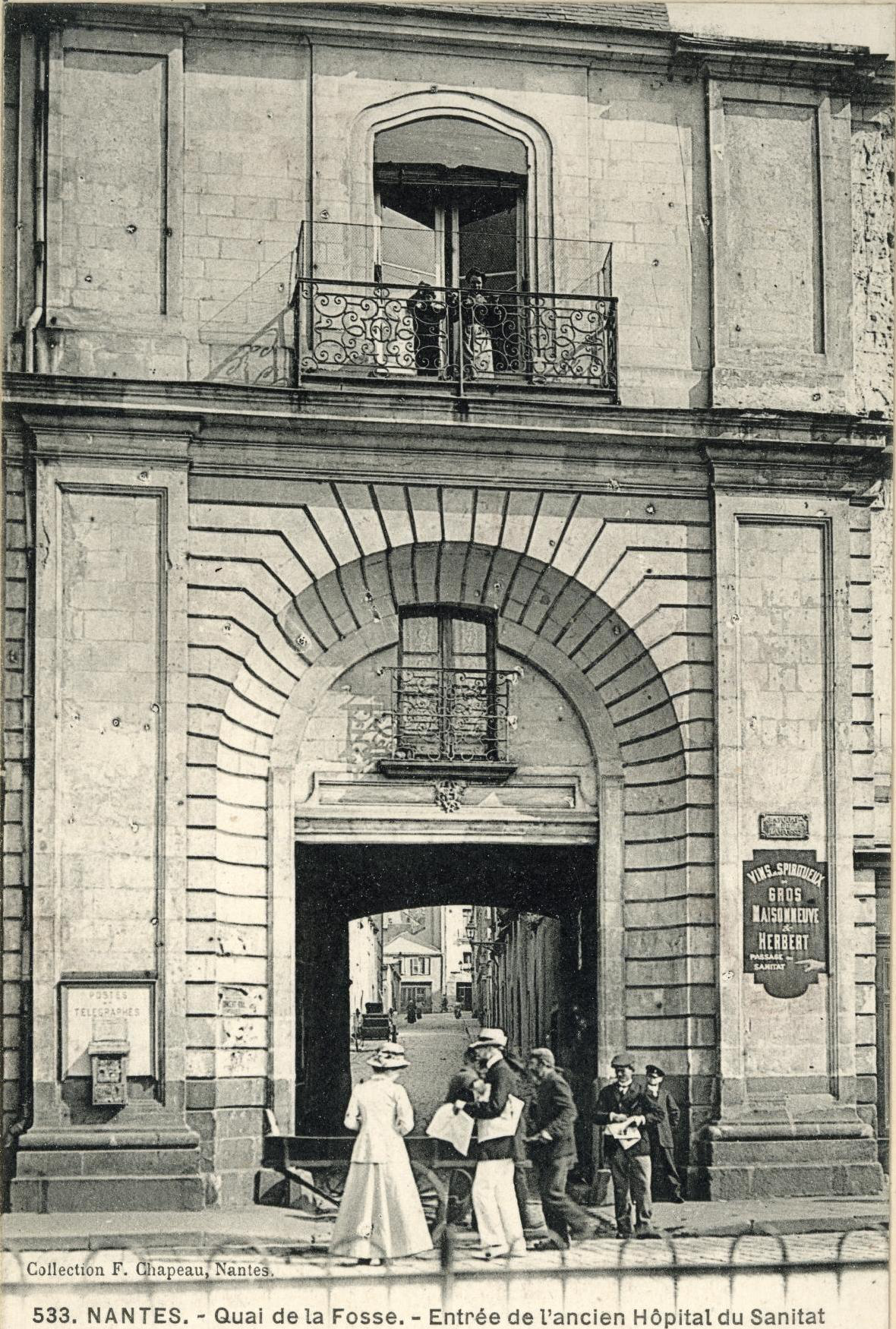
Entrée de l'ancien Hôpital du Sanitat.

## Univers de fiction
Le quai de la Fosse est évoqué dans deux scènes du film La Reine blanche (1991). Les personnages de Lucien Soulas et Yvon Legualoudec remontent difficilement la passerelle au sortir du roquio qui les ramène à Trentemoult après une soirée bien arrosée au quai de la Fosse à Nantes (on aperçoit une publicité pour les magasins Decré). Dans une autre scène, Jean Ripoche et Yvon Legualoudec se battent en combat singulier devant les prostituées d'une maison close du quai de la Fosse.

## Vue panoramique
Nantes : vue panoramique du quai Marquis-d'Aiguillon, du quai Ernest-Renaud et du quai de la Fosse
De gauche à droite sur la photo (d'aval en amont de la Loire) : le Belem amarré au quai Marquis d'Aiguillon, le Marité amarré au quai ernest-Renaud et le Maillé-Brézé amarré au quai de la fosse. A terre sont visibles le centre des Salorges, le dôme de Notre-Dame-de-Bon-Port, les façades du quai de la Fosse et la Tour Bretagne.